# La fanciulla dell'altro mondo
La fanciulla dell'altro mondo è un film del 1934 diretto da Gennaro Righelli.

## Trama
Due giovani e poveri musicisti, lei pianista e lui sassofonista, si incontrano su di una nave in viaggio per l'Italia. Lui è un viaggiatore clandestino e si innamora subito della ragazza facendole credere di essere un ricco musicista. All'arrivo nel porto di Genova il giovane dà alla pianista l'indirizzo di un albergo di gran lusso facendole intendere di abitare lì, ed è proprio sull'ingresso dell'Hotel che i due si incontrano. I tentativi del sassofonista nel continuare nella sua sceneggiata si fanno sempre più paradossali.
All'improvviso dall'America arriva uno strano personaggio che ha avuto una relazione con la ragazza poi abbandonata, tornato per sposarla soprattutto quando apprende di stare per divenire padre, i due partono e il sassofonista rimane solo con le sue disillusioni.

## Produzione
Prodotto dalla S.I.C., il soggetto della pellicola è tratto da una novella di Corrado D'Errico, girato per gli interni a Roma negli studi CINES e per gli esterni a Genova, per uscire nelle sale nell'ottobre del 1934.

## Accoglienza

### Critica
Filippo Sacchi, dalle pagine del Corriere della Sera del 21 novembre 1934 « C'era un assunto non comune, quello di fondere la commedia motoria con la commedia a gags, con la situazione psicologica e il dramma sentimentale. All'esecuzione la fusione non è ben riuscita, però separatamente abbondano gli episodi felici, saporiti spunti comici, e delicati momenti di emozione. Righelli ha diretto con distinzione con toni che non gli sono abituali, utilizzando soprattutto la cornice che Genova gli offriva »